# Serious Sam (série)
Serious Sam é uma série de jogos eletrônicos que consiste em 12 jogos. 
Foi criada e desenvolvida pela Croteam, e publicados pela Devolver Digital. A princípio lançado somente para o PC, a popularidade emergente da série Serious Sam resultou no port para um número de diferentes plataformas, incluindo o Xbox, GameCube, Palm OS, Game Boy Advance, PlayStation 2 e Xbox Live Arcade.
A série conta as aventuras do protagonista "Serious Sam" Stone e sua luta contra as forças do notório líder extraterrestre Mental, que almeja destruir a raça humana.

## Desenvolvimento
Croteam programou seu próprio motor gráfico onde foram criados The First Encounter e The Second Encounter. Nomeado "Serious Engine", foi projetada para tornar possível uma distâncias de visão e grande numero de modelos animados em cena, o que, para a época, se tornara um diferencial perante outras engines. Sendo muito eficiente nestes aspectos, esse motor gráfico é capaz de reproduzir dúzias de inimigos em movimento (geralmente correndo) mesmo em máquinas com hardware relativamente menos potentes, tornando-o bom concorrente para engines mais populares como id Tech, Unreal e Source. O "Serious Engine" é capaz de trabalhar em Direct3D ou OpenGL e, embora não suporta shaders de pixel ou vertex, ele otimizado para transformação de clipping e iluminação via hardware do Direct3D 7. É possivel obter licença de uso do "Serious Engine" pela própria Croteam.
Uma versão aprimorada do Serious Engine foi desenvolvida para ser criar Serious Sam II. Essa segunda versão, conhecido como "Serious Engine II", possui suporte suporte a diversas tecnologias das GPUs modernos como shaders de pixel e vertex, iluminação HDR, efeito bloom e mapeamento em paralaxe.
Com a intenção de lançar os próximos títulos, a desenvolvedora faz mais um upgrade em seu motor gráfico (agora chamado Serious Engine 3) e surgem então os titulos Serious Sam HD: The First Encounter e Serious Sam HD: The Second Encounter. Com novas melhorias, agora o motor gráfico possui sombreamento detalhado e inimigos foram completamente remodelados afim aumentar o nível de realismo. Esta ultima versão também foi desenvolvido para aproveitar por completo a capacidade das tecnologias HDR e mapemaneto em alta definição. Posteriormente, uma versão atualizada, "Serious Engine 3.5", foi usado para criar Serious Sam 3: BFE.
O Ator John J. Dick é quem dá a voz ao personagem Sam.

## Lista de jogos
Serious Engine
- Serious Sam: The First Encounter (2001) (Palm OS: 2002)
- Serious Sam: The Second Encounter (2002)

Spin-offs:
- Serious Sam: Next Encounter (2004)
- Serious Sam Advance (2004) (devido a limitações técnicas, este jogo usa um engine mais simples)

Serious Engine 2
- Serious Sam II (2005)

Serious Engine 3
- Serious Sam HD: The First Encounter (2009)
- Serious Sam HD: The Second Encounter (2010)
- Serious Sam 3: BFE (2011)

Série indie
- Serious Sam Double D (2011)
- Serious Sam: Kamikaze Attack! (2011)
- Serious Sam: The Random Encounter (2011)
- Serious Sam: The Greek Encounter (2012)
- Serious Sam 4